# Nalin & Kane
Nalin & Kane est un duo de musique électronique formé par les remixeurs et producteurs allemands Andry Nalin (né Andreas Bialek le 14 mai 1969) et Harry Cane (né Ralf Beck le 21 novembre 1966). Ils se font connaître au niveau international grâce à leur titre Beachball en 1997.

## Histoire
Les deux musiciens commencent à travailler ensemble en 1993 sous le nom de Nalin Inc., et publient l'année suivante leur premier single 12", Planet Orange. En 1995, ils lancent leur propre label discographique, Superfly Records, sur lequel ils publient les singles The K-People et Backfire.
Ils sortent ensuite Beachball, titre qui les propulse au premier plan international avec de bons résultats dans les hit-parades européens (en Suisse, en Autriche, en Belgique, en France et aux Pays-Bas notamment) et américains (33e place du Billboard Hot 100). Par la suite, Nalin & Kane retrouvent le succès en remixant des titres comme Café Del Mar de Energy 52 et Meet Her at the Love Parade de Da Hool. À la fin de l'année 1999, ils publient leur premier album, Krystal Palace.

## Discographie

### Albums
- 1999 : Krystal Palace

### Singles
- 1994 : Planet Orange
- 1995 : The K-People
- 1995 : Backfire
- 1997 : Beachball
- 1997 : Planet Violet
- 1997 : Talkin' About
- 1999 : Open Your Eyes
- 2000 : Live at the Crystal Palace
- 2003 : Cruising